# Let It Snow: A Holiday Collection
Let It Snow: A Holiday Collection è l'undicesimo album in studio (il secondo natalizio) della cantautrice statunitense Jewel, pubblicato nel 2013.

## Tracce
1. Let It Snow! Let It Snow! Let It Snow!
2. Have Yourself a Merry Little Christmas
3. Do You Hear What I Hear?
4. It's Christmastime
5. What Child Is This?
6. Panis angelicus
7. Blue Crystal Glow
8. Sleigh Ride
9. White Christmas (featuring Vince Gill)
10. Silver Bells
11. The Christmas Song
12. I'll Be Home for Christmas

Tracce Bonus Edizione Deluxe
1. God Rest Ye Merry, Gentlemen
2. Christmas in the Country
3. Angels We Have Heard on High
4. It Came Upon a Midnight Clear

## Classifiche
| Classifica (2014) | Posizione raggiunta |
| ----------------- | ------------------- |
| Stati Uniti       | 43                  |